# Elisabeth Bourquin
Elisabeth Bourquin (* 10. Dezember 1930 in Trogen AR; † 18. Mai 1995 in St. Gallen; heimatberechtigt in Sonvilier) war eine Schweizer Malerin der Art brut und Autorin.

## Leben und Werk
Elisabeth Bourquins Eltern führten in Speicher AR eine Drogerie. Sie begann ebenfalls eine Drogistenlehre, die sie jedoch abbrach. Danach arbeitete sie an verschiedenen Orten als Hilfsdrogistin. 1980 hatte sie einen völligen Zusammenbruch. Von 1985 bis zu ihrem Tod lebte sie in einem Betagtenheim in St. Gallen.
Zwischen 1947 und 1980 schuf Elisabeth Bourquin ein umfangreiches, vorwiegend zeichnerisches Werk mit religiösen, philosophischen und zeitkritischen Inhalten. Ihr Werk umfasst Bleistift-, Kreide- und Tuschezeichnungen, Aquarelle sowie Ölgemälde. «Ihre Gestalten, die der Materie sich entwinden in Leid und Schmerz und tausend Mühsalen, sind Ur-Laute eines Menschen in einer Zeit von Industrielärm, von Maschinengestampfe und Tempodynamik vom Morgengrauen bis zur Abendneige».
Nach 1980 hielt Elisabeth Bourquin ihre Reflexionen auch schriftlich in Tagebüchern fest und sie gab auch mehrere Publikationen im Eigenverlag heraus.
Das Museum im Lagerhaus in St. Gallen besitzt dank der 2014 erworbenen Sammlung von Mina und Josef John das Lebenswerk von Bourquin, das Josef John bei deren Wohnungsauflösung  erworben hatte.

## Ausstellungen
- 1990 Elisabeth Bourquin. Gestaltete Schicksale, Museum im Lagerhaus, St. Gallen (Einzelausstellung)
- 1997 Art Brut. Unbekannte Bekannte, Zürich, Ferfanes Works of Art (Gruppenausstellung)
- 2000 Meine Freunde, die ungelernten Meister, Kunstmuseum des Kantons Thurgau, Kartause Ittingen (Gruppenausstellung)
- 2001 Zwischen Himmel und Heute. Visionen, Träume, Phantastereien, Kunsthaus Langenthal (Gruppenausstellung)
- 2015 Die Sammlung Mina und Josef John, Museum im Lagerhaus, St. Gallen (Gruppenausstellung)

## Veröffentlichungen
- Bekenntnisse einer Aussenseiter-Malerin, St. Gallen: Jovis-Verlag, 1992.
- Monolog einer Einzelgängerin, St. Gallen: Jovis-Verlag, 1993.
- Die Agonie eines Denkmusters. Visionen einer Einzelgängerin,  St. Gallen: Jovis-Verlag, 1994.